# Neurogenia testacea
Neurogenia testacea är en stekelart som först beskrevs av Gyöö Viktor Szépligeti 1908.  Neurogenia testacea ingår i släktet Neurogenia och familjen brokparasitsteklar. Inga underarter finns listade i Catalogue of Life.